# Marco Randriana
Marco Randrianantoanina (ur. 24 sierpnia 1983 w Bourg-la-Reine) – madagaskarski piłkarz grający na pozycji lewego obrońcy. Posiada także obywatelstwo francuskie. Jego ostatnim klubem było Chamois Niortais FC, w sierpniu 2008 roku oficjalnie zakończył karierę.